# Xorides mirabilis
Xorides mirabilis là một loài tò vò trong họ Ichneumonidae.